# Асен Агов (авиатор)
Вижте пояснителната страница за други личности с името Асен Агов.
Асен Йорданов Агов е български офицер, майор, командир на българското въздухоплаване след Първата световна война по време на правителството на Александър Стамболийски.

## Биография
Асен Агов е роден на 7 юли 1890 г. в с. Долна Оряховица, Горнооряховско.
Завършва военното училище. Тук се запознава с Петко Д. Петков и Николай Петрини. Служи в минохвъргачна рота от Тридесет и втори пехотен загорски полк.
С офицерско звание подпоручик участва в Балканската война. Тежко ранен при обсадата на Одрин. Награден е с орден „Свети Александър“.
Завършва Авиационното училище. През Първата световна война е авиатор и отново е тежко ранен. В спомените си Георги Попвасилев твърди, че през 1916 година пилотът Асен Агов е откомандирован от Второ аеропланно отделение при Удово в 5-и пехотен полк.
След Солунското примирие е взет в плен. Уволнява се през 1919 г. със звание майор. Жени се за Ваня Агова (1921). Имат син Йордан и дъщеря Велка.
Издейства правителствена подкрепа за заминаването на летеца и авиационен конструктор Асен Йорданов за САЩ. Сътрудничи на правителството на БЗНС. Като командир на българското въздухоплаване, министър-председателя Александър Стамболийски го натоварва с изпълнението на правителствената програма за възраждане на българската авиация по европейски образец и главно в посока на развитието на гражданското въздухоплаване.
След преврата на 9 юни 1923 г. е арестуван. На 12 септември 1923 г. отново е арестуван. Освободен, Агов се включва активно в работата на Единния фронт.
Доставя взрива за атентата в църквата „Света Неделя“. Убит е след атентата, на 30 април 1925 г., в Пловдив, „при опит за бягство“. Паметна плоча посветена на революционера и виден деятел Асен Агов има в София на бул. Княз Александър Дондуков.
Дядо е на сегашния политик и журналист Асен Агов.

## Военни звания
- Подпоручик (4 септември 1910)
- Поручик (5 август 1913)
- Капитан (16 март 1917)
- Майор